# Embryo Records
Embryo Records was een Amerikaans platenlabel, dat zich richtte op jazz en rock. Het label werd in 1969 opgericht door de fluitist Herbie Mann en was onderdeel van Atlantic Records. De platen werden gedistribueerd door Cotillion Records. Het bracht tot 1977 platen uit, van Mann zelf, maar ook van onder meer bassist Ron Carter, Miroslav Vitouš en Phil Woods. De jazz werd uitgebracht in de 520-serie, de rock (slechts één jaar, 5 uitgaven) in de 730-serie.